# Kosmos 2180
Kosmos 2180, ruski vojni navigacijski i komunikacijski satelit iz programa Kosmos. Vrste je Parus.
Lansiran je 17. veljače 1992. godine u 22:05 s kozmodroma Pljesecka, s mjesta 133/3. Lansiran je u nisku orbitu oko planeta Zemlje raketom nosačem Kosmos-3M 11K65M. Orbita mu je 961 km u perigeju i 1015 km u apogeju. Orbitne inklinacije je 82,93°. Spacetrackov kataloški broj je 21875. COSPARova oznaka je 1992-008-A. Zemlju obilazi u 104,86 minuta. Pri lansiranju bio je mase 825 kg. 
Iz misije je ostao još jedan dio koji je ostao kružiti u niskoj orbiti. 

## Vanjske poveznice
- N2YO.com Search Satellite Database (engl.)
- Celes Trak SATCAT Format Documentation (engl.)
- Kunstman  Arhivirana inačica izvorne stranice od 12. kolovoza 2019. (Wayback Machine) Satellites in Orbit (engl.)